# Lutzomyia ignacioi
Lutzomyia ignacioi är en tvåvingeart som beskrevs av Young D. G. 1972. Lutzomyia ignacioi ingår i släktet Lutzomyia och familjen fjärilsmyggor. Inga underarter finns listade i Catalogue of Life.